# مورگدال
مورگدال (انگلیسی: Morgedal) یک روستا در نروژ است که در استان تلمارک واقع شده است.